# Ponte de Lima
Pour les articles homonymes, voir Lima (homonymie).
Ponte de Lima est une municipalité (en portugais : concelho ou município) du Portugal, située dans le district de Viana do Castelo, dans la région Nord et la -sous région Minho-Lima. Cette municipalité est caractérisée par son architecture médiévale et ses environs baignés par le fleuve Lima. Ponte de Lima est le village (vila) le plus ancien du Portugal.
Ponte de Lima, d'une superficie de 320,25 km2, composée de 42 286 habitants, est subdivisée en 39 villages dont le maire est Vasco Ferraz depuis le 16 octobre 2021. 
Il s'agit d'une localité très importante depuis l'époque romaine puisqu'elle possédait un Palais de la Cour du Royaume de Léon, documenté par des découvertes archéologiques et d'autres documents écrits.

## Géographie
La ville est traversée par le rio Lima au-dessus duquel se dresse un pont d'une architecture remarquable et qui a donné son nom à la ville. Grâce à ce fleuve, la ville développe, en plus du tourisme culturel, un tourisme balnéaire.
Ponte de Lima est limitrophe :
- au nord, de Paredes de Coura,
- à l'est, d'Arcos de Valdevez et Ponte da Barca,
- au sud-est, de Vila Verde,
- au sud, de Barcelos,
- à l'ouest, de Viana do Castelo et Caminha,
- au nord-ouest, de Vila Nova de Cerveira.

## Toponymie
La dénomination de la municipalité a été le sujet d'un grand débat à la fin des années 1950 : Ponte do Lima ou Ponte de Lima ? À la fin des années 1950, la ville a débattu du nom à adopter pour la commune : Ponte do Lima ou Ponte de Lima? Jusqu'en 1982, les écrits du Conseil municipal faisaient encore référence à Ponte do Lima et ne sont ensuite passés qu'après cette date à Ponte de Lima.

## Histoire

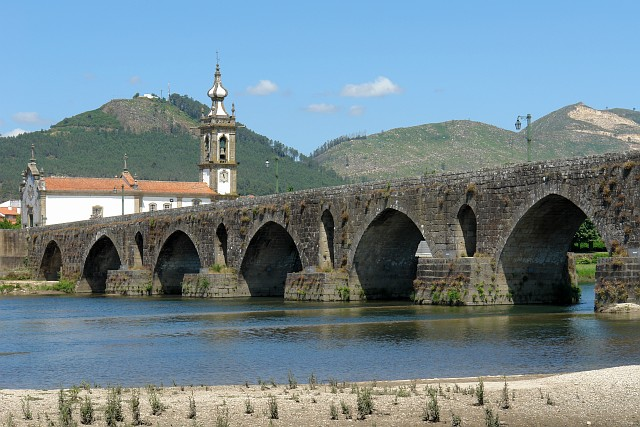
Le Vieux pont et le clocher de Ponte de Lima

Ponte de Lima est au cœur de la vallée de Lima, C'est la comtesse D. Thérèse de León, qui, à la date du 4 mars 1125, a accordé une charte la désignant sous le nom de Terra de Ponte. Des années plus tard, au XIVe siècle, D. Pedro Ier, compte tenu de la position géostratégique du Ponte de Lima, envoya une muraille à la ville[précision nécessaire]. Le résultat final fut un village médiéval entouré de murailles et de neuf tours, dont il en reste deux ainsi que plusieurs traces du reste et toute la structure défensive de l'époque, permettant d'accéder à la ville par six portes.
Le pont, qui a donné son nom à ce village, a toujours revêtu une grande importance dans tout le Haut-Minho, étant donné qu'il est le seul passage sur de la rivière Lima, dans toute son extension, jusqu'à la fin du Moyen Âge. Le village primitif a été construit par les Romains, dont il reste encore une partie importante dans la marge droite de la Lima, l'époque médiévale est ainsi un point de repère remarquable de l'architecture. Elle est une référence obligatoire dans les itinéraires, les guides et les cartes, souvent anciens, qui décrivent le passage de milliers de pèlerins qui sont venus à Saint-Jacques de Compostelle et qui la traversent encore aujourd'hui dans le même but.
À partir du XVIIIe siècle, l'expansion urbaine s'est produite et avec elle le début de la destruction du mur qui embrassait le village. L'opulence des manoirs que la noblesse de l'époque était chargée de diffuser commença à prospérer dans toute la municipalité de Ponte de Lima. Au fil du temps, Ponte de Lima a ainsi ajouté des façades gothiques, maniéristes, baroques, néoclassiques et du XVIIIe siècle, augmentant considérablement la valeur historique, culturelle et architecturale de cette région du Portugal.

## Démographie

Ponte de Lima

| 1801   | 1849   | 1900   | 1930   | 1960   | 1981   | 1991   | 2001   | 2004   |
| ------ | ------ | ------ | ------ | ------ | ------ | ------ | ------ | ------ |
| 13 202 | 29 869 | 33 314 | 36 256 | 42 979 | 43 797 | 43 421 | 44 343 | 44 609 |

## Monuments
- Pont de Ponte de Lima, pont romain et médiéval traversant le fleuve Lima (Ponte Romana).
- Église paroissiale (Igreja Matriz).
- Église-musée Sao Francisco (Museu dos Terceiros).
- Tour de l'ancienne prison (Torre da Cadeia Velha).
- Paço do Marquês (Château).
- Les lagunes de Saint Pierre d'Arcos (Lagoas de São Pedro de Arcos).
- La Place Camões (Largo de Camões).
- La vue panoramique de Saint Ovidio (Santo Ovidio Viewpoint).
- Chapelle de l'ange (Capela do Anjo da Guarda).

## Sport
La ville a accueilli, du 28 juillet au 2 août 2008, le championnat d'Europe féminin, le championnat d'Europe jeunes et le championnat d'Europe mixte de Horse-ball.
La ville est également réputée pour son parcours de Golf et son académie.
Le padel est aussi très pratiqué dans cette ville.
La ville est aussi réputée pour le kayak, le champion de kayak Fernando Pimenta est natif de la ville. Champion du monde K1 1000m en 2018, 2021 et 2023. Champion d'Europe K4 1000m en 2011, K1 1000m en 2016, 2017, 2018.

## Jumelages
- Châlette-sur-Loing (Loiret, France)
- Vandœuvre-lès-Nancy (Meurthe-et-Moselle, France)

## Célébrités
- Ana Débora Gomes Garcês de Espinosa, mère du philosophe néerlandais Baruch Spinoza, était une juive portugaise séfarade née à Ponte de Lima.
- António Feijó (1859-1908), poète et diplomate portugais, né à Ponte de Lima,
- José Norton de Matos (1867-1955), général et homme politique portugais, né et décédé à Ponte de Lima.
- Fernando Pimenta (1989-), kayakiste professionnel, médaillé olympique, champion d'Europe et du monde, né a Ponte de Lima.

## Subdivisions

La carte des paroisses.

La municipalité de Ponte de Lima groupe 39 paroisses (freguesia, en portugais) :
- Anais
- Arca e Ponte de Lima
- Arcozelo
- Ardegão, Freixo e Mato
- Bárrio e Cepões
- Beiral do Lima
- Bertiandos
- Boalhosa
- Brandara
- Cabaços e Fojo Lobal
- Cabração e Moreira do Lima
- Calheiros
- Calvelo
- Correlhã
- Estorãos
- Facha
- Feitosa
- Fontão
- Fornelos e Queijada
- Friastelas
- Gandra
- Gemieira
- Gondufe
- Labruja
- Labrujó, Rendufe e Vilar do Monte
- Navió et Vitorino dos Piães
- Poiares
- Refóios do Lima
- Rendufe
- Ribeira
- Sá
- Santa Comba
- Santa Cruz do Lima
- Santa Maria de Rebordões
- São Pedro d'Arcos
- Seara
- Serdedelo
- Souto de Rebordões
- Vale do Neiva
- Vitorino das Donas

## Municipalité
- Vasco Nuno Magalhães Velho de Almeida Ferraz (CDS/PP) - Présidente da Camara
- Paulo Jorge da Cunha Barreiro de Sousa (CDS/PP) - Vice Présidente
- Gonçalo Miguel Liborio Pereira Rodrigues (CDS/PP) - Vereador
- Carlos M. Pinto Correia do Lago (CDS/PP) - Vereador
- Luciano Francisco Borges Pereira (PLMT) - Vereador
- Zita Maria Costa Fernandes (PLMT) - Vereadora
- José Nuno Torres M. Vieira Araujo (PPD/PSD) - Vereador
- Alexandra Maria Pinheiro de Matos Pereira Esteves - Chef de Cabinet du Maire
- Maria Filomena Barros Quintela Martins - Adjoint du Président
- Maria Julia Castro Vieira de Barros - Secrétaire GAP
- Lucia Maria Sousa Soares Pereira - Secrétaire GAP